# Yasmeen Ghauri
Yasmeen Ghauri (Montreal, 23 de març de 1971) és una supermodel quebequesa i una de les més reconegudes de la dècada del 1990, actualment retirada del món de la moda.

## Carrera

### Modelatge
Una de les primeres aparicions en els mitjans de Yasmeen va ocórrer en el vídeoclip de la cançó "Sacrifice" d'Elton John, al costat de Chris Isaak.
Ghauri va gaudir del reconeixement en la dècada de 1990 després de la seva aparició en la portada de la revista Elle al gener de 1991. Aviat es va convertir en la imatge de les marques Chanel i Jil Sander. A finalitats de dècada, Ghauri va aparèixer en la portada de la versió francesa d'Elle al juliol i desembre. Al setembre va participar en una passarel·la a Milà per a Gianni Versace i més tard per a Chanel, Helmut Lang, Jean Paul Gaultier i Lanvin a París. Es va convertir en el rostres de Christian Dior i Anne Klein el 1991. Al gener va ser fotografiada per Steven Meisel per a la portada de la versió italiana de Vogue i a final d'any va aparèixer en les editorials per a les versions britànica i italiana de la mateixa revista. El reconegut fotògraf Patrick Demarchelier, qui la va fotografiar per a la versió d'Itàlia, es va referir a ella com a la seva model favorita.

### Retirada
En 1992 va signar un contracte amb Victoria’s Secret i es va convertir en la imatge de Valentino. El 1993 va ser fotografiada per Gilles Bensimon per a Elle. Va aparèixer en el documental de 1995 Unzipped d'Isaac Mizrahi, i va fer part de l'espectacle de moda anual de Victoria's Secret en 1996. Per aquesta època es va retirar de les passarel·les per a iniciar una vida de llar amb el seu espòs, Ralph Bernstein i els seus fills.